# Eleccions al Parlament Basc de 1998
Les Eleccions al Parlament Basc de 1998 se celebraren el 25 d'octubre de 1998. Amb un cens d'1.821.608 electors, els votants foren 1.275.008 (69,99%) i 546.600 les abstencions (30,00%). El PNB fou la força més votada. Degut als pactes arribats en la formació de la Udalbiltza, el PNB trencà el seu pacte amb PSE-EE i va ser investit lehendakari Juan José Ibarretxe amb el suport d'Eusko Alkartasuna i Euskal Herritarrok, nom amb què es presenta a les eleccions Herri Batasuna juntament amb altres radicals abertzales aprofitant les expectatives obertes per la treva d'ETA. Per la seva banda, el PP resta la segona força més votada i relega al PSE-EE al quart lloc.

## Resultats
- Els resultats foren:

| ← Eleccions al Parlament Basc, 1998 →                    |         |       |        |
| Partit                                                   | Vots    | %     | Escons |
| Partit Nacionalista Basc (EAJ-PNV)                       | 350.322 | 28,01 | 21     |
| Partit Popular (PP)                                      | 251.743 | 20,13 | 16     |
| Euskal Herritarrok (EH)                                  | 224.001 | 17,91 | 14     |
| Partit Socialista d'Euskadi - Euskadiko Ezkerra (PSE-EE) | 220.052 | 17,60 | 14     |
| Eusko Alkartasuna (EA)                                   | 108.635 | 8,69  | 6      |
| Ezker Batua (EB)                                         | 71.064  | 5,68  | 2      |
| Unidad Alavesa (UA)                                      | 15.738  | 1,26  | 2      |
| Partit de la Llei Natural (LNA)                          | 4.858   | 0,39  |        |
| Partido Humanista (PH)                                   | 3.288   | 0,26  |        |
| Euskal Herriko Berdeak (EHB)                             | 864     | 0,07  |        |

A part, es comptabilitzaren 17.641 (0,96%) vots en blanc.

## Diputats electes
| EAJ-PNV | Partit Popular | Euskal Herritarrok | PSE-EE | Eusko Alkartasuna | Ezker Batua                                                       | Unidad Alavesa                                                          |
| Àlaba 1. Juan José Ibarretxe Markuartu 2. Juan María Ollora Otxoa De Aspuru 3. Javier Guevara Saleta 4. Iñaki Xabier Gerenabarrena Martínez de Lahidalga 5. Álvaro Amann Rabanera 6. Estefanía Beltrán De Heredia Arroniz Biscaia 1. Juan María Atutxa Mendiola 2. José Antonio Rubalcaba Quintana 3. Miren Izaskun Bilbao Barandika 4. Iñigo Urkullu Renteria 5. Belén Greaves Badillo 6. Txomin Aurrekoetxea Iza 7. Xabier Ormaetxea Garai 8. Elixabete Piñol Olaeta 9. Carmelo Sainz De La Maza Arrola Gipúscoa 1. Joseba Egibar Artola 2. Joseba Arregi Aranburu 3. Gema Gonzalez De Txabarri Miranda 4. Juan Maria Juaristi Lizarralde 5. Nuria López De Gereñu Ansola 6. Rafael Uribarren Axpe | Àlaba 1. Carmelo Barrio Baroja 2. Carlos Urquijo Valdivielso 3. Antonio Salazar De Andrés 4. Iñaki Oyarzabal De Miguel 5. María José Lafuente Orive 6. Iñaki Ortega Cachón 7. María Del Carmen López De Ocariz López De Munain Biscaia 1. Carlos Iturgaiz Angulo 2. Leopoldo Barreda de los Ríos 3. Antonio Damborenea Basterrechea 4. Fernando Maura Barandiarán 5. Gonzalo Machín Esposito Gipúscoa 1. Ricardo Hueso Abancens 2. María José Usandizaga Rodriguez 3. María Eugenia García Rico 4. María Aranzazu Quiroga Cía | Àlaba 1. Kepa Gordejuela Kortazar 2. Raquel Consuelo Peña Somavilla 3. Pablo Gorostiaga González Biscaia 1. Jone Goirizelaia Ordorika 2. Iñaki Antigüedad Auzmendi 3. Esther Agirre Ruiz 4. Josu Urrutikoetxea Bengoetxea Gipúscoa 1. Arnaldo Otegi Mondragon 2. Aurkene Astibia Legorburu 3. Rafael Díez Usabiaga 4. José Antonio Etxeberria Arbelaiz 5. Iñigo Iruín Sanz 6. Jon Salaberria Sansinenea 7. José María Elosua Sánchez | Àlaba 1. Fernando Buesa Blanco 2. María Carmen Asiain Ayala 3. María Teresa Rodríguez Barahona 4. Victor García Hidalgo 5. Javier María Elorrieta García Biscaia 1. Nicolás Redondo Terreros 2. Rosa María Díez González 3. Patxi López Álvarez 4. Rodolfo Ares Taboada 5. María Isabel Celaá Diéguez Gipúscoa 1. Manuel Huertas Vicente 2. Jesús María Eguiguren Imaz 3. María Gemma Zabaleta Areta 4. José Antonio Maturana Plaza | Àlaba 1. Patxi Ormazábal Zamakona Biscaia 1. Sabin Intxaurraga Mendibil Gipúscoa 1. Carlos Garaikoetxea Urriza 2. Inaxio Oliveri Albisu 3. Ion Goikoetxea Labaka 4. Nekane Alzelai Uliondo | Àlaba 1. José Pedro Delgado Reyes Biscaia 1. Javier Madrazo Lavín | Àlaba 1. Pablo Alejandro Mosquera Mata 2. María Enriqueta Benito Bengoa |

Fonts: